# Mal holandès
En economia, el mal holandès o síndrome holandesa són els efectes adversos que té sobre una economia un augment sobtat de la riquesa en un sector determinat (generalment relacionat amb els recursos naturals).
L'origen del nom es remunta al moment en el qual als anys 60 els Països Baixos, arran del descobriment de jaciments de gas i petroli al Mar del Nord, experimentaren un augment espectacular de l'atur (i fins i tot, una disminució de la població activa).
El descobriment d'aquesta quantitat de recursos naturals va suposar una forta entrada de divises i en conseqüència una forta apreciació de la moneda local. Aquesta apreciació de la moneda va portar a la resta de sectors de l'economia a ser molt poc competitius en els mercats internacionals (cal recordar, a més, que l'economia neerlandesa és una economia petita i oberta al comerç internacional) i tampoc podien competir amb les importacions que resultaven comparativament molt més barates.
Aquest fenomen fou modelitzat per W. M. Corden i J. Peter Neary en un estudi l'any 1982.
Alguns casos en els quals es pot aplicar aquest model són els següents:
- En els països exportadors de petroli durant l'escalada de preus del petroli dels anys 70.
- A Colòmbia a causa de l'augment de preus del cafè de la dècada de 1980.
- El descobriment d'or a Austràlia cap al 1850.
- L'entrada de tresors procedents d'Amèrica a l'Espanya del segle xvi
- Veneçuela, que té una economia massa dependent de l'exportació del petroli.